# West Salem (Wisconsin)
West Salem è un villaggio degli Stati Uniti d'America, situato in Wisconsin, nella contea di La Crosse.